# Тазвел (Вирџинија)
Тазвел (енгл. Tazewell) град је у америчкој савезној држави Вирџинија. По попису становништва из 2010. у њему је живело 4.627 становника.

## Демографија
Према попису становништва из 2010. у граду је живело 4.627 становника, што је 421 (10,0%) становника више него 2000. године.
| Група             | 2000.         | 2010.         |
| Белци             | 3.724 (88,5%) | 4.155 (89,8%) |
| Афроамериканци    | 392 (9,3%)    | 313 (6,8%)    |
| Азијати           | 22 (0,5%)     | 33 (0,7%)     |
| Хиспаноамериканци | 26 (0,6%)     | 59 (1,3%)     |
| Укупно            | 4.206         | 4.627         |